# Dodabetta

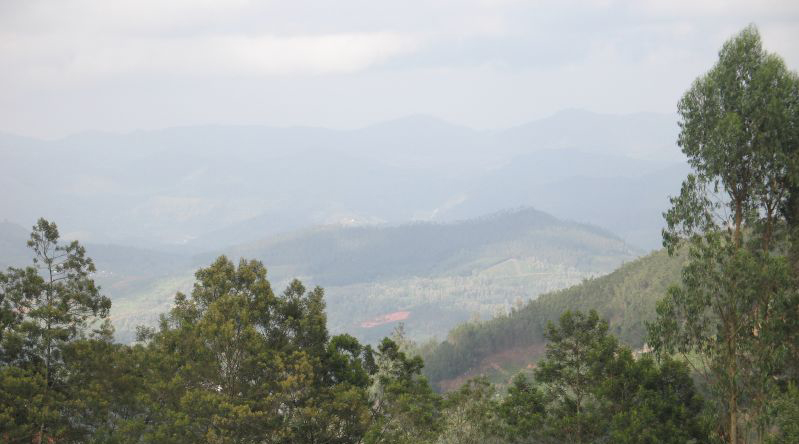
Widok ze szczytu

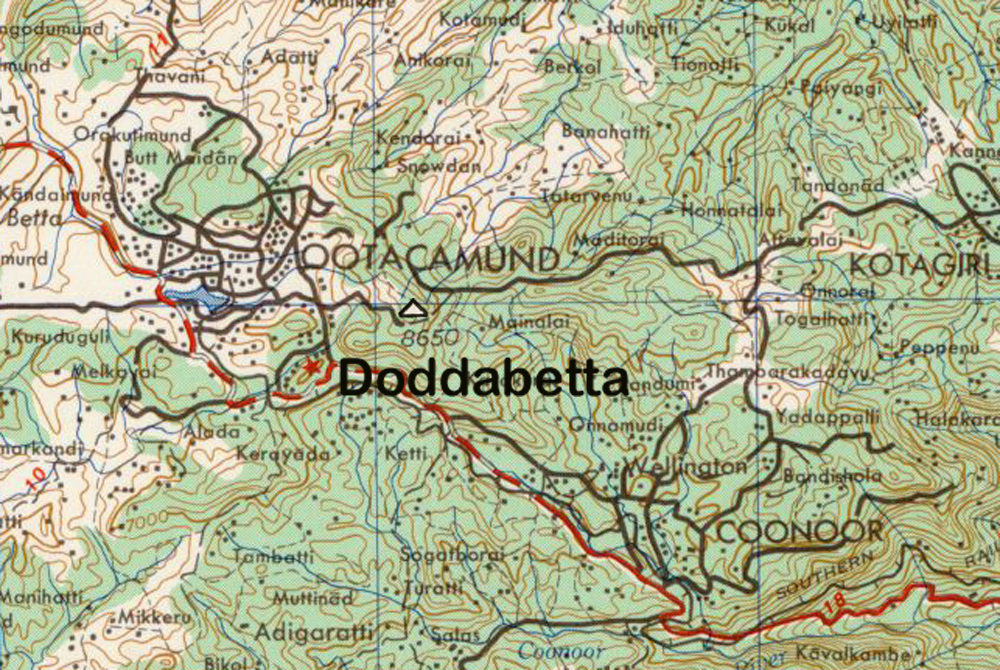
położenie szczytu na mapie

Dodabetta (Tamilski: தொட்டபெட்டா) - szczyt w Ghatach Zachodnich w Indiach o wysokości 2637 metrów porośnięty lasami równikowymi.
Na szczycie znajduje się otwarte w 1983 roku obserwatorium z dwoma teleskopami umożliwiającymi oglądanie okolicy.